# سينثيا مورينو
سينثيا مورينو (بالإسبانية: Cynthia Moreno)‏ هي مصارعة محترفة مكسيكية، ولدت في 23 يوليو 1970 في مدينة مكسيكو في المكسيك.

## روابط خارجية
- سينثيا مورينو على موقع CageMatch worker (الإنجليزية)
- سينثيا مورينو على موقع قاعدة بيانات المصارعة على الإنترنت (الإنجليزية)